# Ga Gacheon
Ga Gacheon là ga đường sắt trên Tuyến Gyeongbu.
Bản mẫu:Tuyến Daegu